# وو تاي هاو
وو تاي هاو (بالإنجليزية: Wu Tai-hao)‏ مواليد 7 فبراير 1985، هو لاعب كرة سلة تايواني. بدأ مسيرته الاحترافية في سنة 2001. يلعب مع شانشي بريف دراجونز في الرابطة الصينية لكرة السلة كلاعب وسط. يبلغ طوله 6 قدم 8 بوصة (2.0 م). مثل منتخب تايوان لكرة السلة.